# Selaginella davidii
Selaginella davidii är en mosslummerväxtart som beskrevs av Adrien René Franchet. Selaginella davidii ingår i släktet mosslumrar, och familjen mosslummerväxter. Inga underarter finns listade i Catalogue of Life.